# Asbury Park
Pour les articles homonymes, voir Asbury.
Asbury Park est une ville du comté de Monmouth, dans le New Jersey, sur la côte Est des États-Unis. Elle fait partie du Grand New York. Sa population était de 16 930 habitants selon le recensement des États-Unis de 2000.
Bruce Springsteen qui a grandi à Freehold, dans le comté de Monmouth, a fait un album qui porte le nom de Greetings from Asbury Park, N.J.